# パトリック2世 (ダンバー伯)
パトリック2世（パトリック2せい、英語:Patrick Ⅱ）とは、13世紀のアングロ・ゲール系の貴族である。第6代ダンバー伯とも称される。スコットランド王アレグザンダー2世治世における有力貴族の一人として知られている。
パトリック2世は パトリック1世の長男として誕生した。母親はスコットランド王ウィリアム獅子王の娘アダである。彼は父親が亡くなる頃に46歳であったとされ、1232年12月31日にパトリック1世が亡くなる以前にダンパー伯領を継承していたものと考えられている。父パトリックはその頃すでに高齢でかつ病に苦しんでいたためである。
パトリック2世は係争中であった低ローダデール地方の領有権をメルローズ修道院の修道士達に対して放棄し、また1235年にはメルローズ修道院長アダム・ガロウェイ司教ギルバートと共にガロウェイにおける反乱鎮圧にも参加した。1237年には、スコットランド王アレグザンダー2世と共にヨークまで赴き、イングランド王ヘンリー3世との条約締結の際の証人としての役割を果たした。
1242年直後、ダンバー伯は反乱を起こしたアーガイル地方の氏族を鎮圧するために派遣された。パトリック伯は1244年にイングランドとの和平条約締結の際に証人として関与した24人の諸侯の中で筆頭貴族としての立場にあったという。
16世紀のイングランド人歴史家ラファエル・ホリンズヘッドによれば、パトリック2世はリンジー・オブ・グレネスクや第4代大家令アレグザンダー・スチュワートと共に、第7回十字軍に参加したという。そして遠征中の1249年、ダミエッタ包囲戦の最中に亡くなった。
パトリックは1213年以前にユーフェミア (1267年没) と結婚していたとされる。かつてユーフェミアは第3代スコットランド大家令ウォルター・フイッツアランの娘であると考えられていた。
しかし現在では、ユーフェミアはウォルターの娘ではなかったということが確実視されている。
パトリックとユーフェミアとの間には2人の子供がいた。
- パトリック3世[5]

...パトリック2世の後を継いでダンバー伯に就いた。
- ウォルディーブ

…ダンバー教区の修道院長。1245年2月3日に発布された教令に基づき、リヨンにてパトリック伯の息子としてローマ教皇インノケンティウス4世によって名付けられた。

## 文献
- Anderson, Alan O., M.A., Scottish Annals from English Chroniclers AD500 to 1286, London, 1908, p. 360.
- Dunbar, Archibald H., Sr, Bt., Scottish Kings, a Revised Chronology of Scottish History, 1005 - 1625, Edinburgh, 1899, p. 282.
- McDonald, Andrew, 'Patrick, fourth earl of Dunbar (d. 1232)’, Oxford Dictionary of National Biography, Oxford University Press, 2004 Retrieved 28 November 2006
- Young, Alan, Robert the Bruce's Rivals: The Comyns, 1212-1314, East Linton, 1997. *
*Where he is wrongly styled "Patrick I"
- Seven Scottish Countesses: A Miscellany - III. Cristina de Brus, Countess of Dunbar, Vol. 17, no.2, pages 223-233

Template:Earls in Lothian